# Nobilitas
Nobilitas – rzymskie uosobienie (personifikacja) szlachectwa i doskonałości pochodzenia.
Elita polityczna utworzona dzięki reformom Licyniusza i Sekstiusza w 376 r. p.n.e. powstała w wyniku złączenia przodujących rodów patrycjuszowskich i plebejskich na gruncie zbieżnych interesów umacnianych małżeństwami. Warstwa dynamiczna, żądna władzy, bogactwa i honorów. Prowadziła lud rzymski do podboju Italii i zdecydowała o ekspansji Rzymu poza Italią. Na rewersach monet rzymskich przedstawiana z palladium i berłem.